# Alan C. Gilmore
| (2434) Bateson                              | 27. Mai 1981       |
| (3087) Beatrice Tinsley                     | 30. August 1981    |
| (3152) Jones                                | 7. Juni 1983       |
| (3305) Ceadams                              | 21. Mai 1985       |
| (3400) Aotearoa                             | 2. April 1981      |
| (3521) Comrie                               | 26. Juni 1982      |
| (3563) Canterbury                           | 23. März 1985      |
| (3810) Aoraki                               | 20. Februar 1985   |
| (4154) Rumsey                               | 10. Juli 1985      |
| (4243) Nankivell                            | 4. April 1981      |
| (4248) Ranald                               | 23. April 1984     |
| (4409) Kissling                             | 30. Juni 1989      |
| (4819) Gifford                              | 24. Mai 1985       |
| (4837) Bickerton                            | 30. Juni 1989      |
| (5207) Hearnshaw                            | 15. April 1988     |
| (5251) Bradwood                             | 18. Mai 1985       |
| (5311) Rutherford                           | 3. April 1981      |
| (5718) Roykerr                              | 4. August 1983     |
| (5763) Williamtobin                         | 23. Juni 1982      |
| (5818) 1989 RC1                             | 5. September 1989  |
| (5898) 1985 KE                              | 23. Mai 1985       |
| (5906) 1989 SN5                             | 24. September 1989 |
| (6034) 1987 JA                              | 5. Mai 1987        |
| (6142) Tantawi                              | 23. März 1993      |
| (7432) 1993 HL5                             | 23. April 1993     |
| (8481) 1988 LH                              | 14. Juni 1988      |
| (8884) 1994 CM2                             | 12. Februar 1994   |
| (9018) Galache                              | 5. Mai 1987        |
| (9750) 1989 NE1                             | 8. Juli 1989       |
| (11080) 1993 FO                             | 23. März 1993      |
| (13510) 1989 OL                             | 29. Juli 1989      |
| (13511) 1989 RD1                            | 5. September 1989  |
| (13552) 1992 GA                             | 4. April 1992      |
| (15712) 1989 RN2                            | 1. September 1989  |
| (18340) 1989 OM                             | 29. Juli 1989      |
| (21130) 1993 FN                             | 23. März 1993      |
| (30945) 1994 GW9                            | 14. April 1994     |
| (48501) 1993 FM                             | 23. März 1993      |
| (58158) 1989 RA                             | 1. September 1989  |
| (65718) 1993 FL                             | 23. März 1993      |
| Alle zusammen mit Pamela Margaret Kilmartin |                    |

Alan C. Gilmore ist ein neuseeländischer Astronom.
Gilmore arbeitet als Angehöriger des Bereiches Physik und Astronomie am Mt John University Observatory, das von der University of Canterbury betrieben wird, in der Nähe des Lake Tekapo. Gemeinsam mit seiner Frau Pamela Margaret Kilmartin entdeckte er bislang 40 Asteroiden. Beide widmen sich aber auch der Entdeckung und Erforschung von Kometen. Am 22. August 2007 entdeckte Gilmore ein bislang unbekanntes Objekt, das er zunächst für einen Asteroiden hielt, sich dann aber als ein periodischer Komet herausstellte. Das Objekt trägt nun die vorläufige Bezeichnung P/2007 Q2 (Gilmore).
Alan Gilmore gehört außerdem dem Komitee der IAU an, das für die Weitergabe und Verteilung der Benennungen und der Würdigung neuentdeckter Objekte zuständig ist. Ihm selbst ist der Asteroid (2537) Gilmore gewidmet.